# Lycosa storri
Lycosa storri là một loài nhện trong họ Lycosidae.
Loài này thuộc chi Lycosa. Lycosa storri được Fernando McKay miêu tả năm 1973.